# Amphientometae
Infra-ordre
Les Amphientometae sont un infra-ordre d'insectes de l'ordre des Psocoptera et du sous-ordre des Troctomorpha.

## Liste des super-familles, familles, genres et espèces
Selon  Species File (27 mars 2020) :
- super-famille Amphientomoidea Enderlein, 1903
  - famille Amphientomidae Enderlein, 1903
- super-famille Electrentomoidea Enderlein, 1911
  - famille Compsocidae Mockford, 1967
  - famille Electrentomidae Enderlein, 1911
  - famille Musapsocidae Mockford, 1967
  - famille Protroctopsocidae Smithers, 1972
  - famille Troctopsocidae Mockford, 1967
  - genre Globopsocus Azar & Engel, 2008 †
  - genre Libanomphientomum Choufani, Azar & Nel, 2011 †
- famille Manicapsocidae Mockford, 1967
  - genre Epitroctes Mockford, 1967
  - genre Manicapsocus Smithers, 1966
  - genre Nothoentomum Badonnel, 1967
  - genre Palaeomanicapsocus Azar, Hakim, Huang, Cai & Nel, 2017 †
  - genre Phallopsocus Badonnel, 1967
- genre Scocompus Azar, Nel & Perrichot, 2014 †
  - Scocompus atelisus Azar, Nel & Perrichot, 2014 †

## Publication originale
- (en) J. V. Pearman, « The taxonomy of the Psocoptera: preliminary sketch », Proceedings Royal Entomological Society of London, Londres, b, vol. 5, no 3,‎ mars 1936, p. 58-62 (lire en ligne, consulté le 22 mars 2020).